# Carl van der Straß
Carl van der Straß (auch: Karl, auch Strass, seit 1875 Ritter von Hohenstraeten) (* 7. Mai 1817 in Neutitschein, Mähren; † 21. Mai 1880 in Brünn, Mähren) war ein österreichischer Jurist und Politiker.

## Leben
Van der Straß war der Sohn des Regimentsarztes Carl Daniel Jakob van der Straß. Er war katholischer Konfession und heiratete am 21. September 1848 Emilie Meißner (* 6. Juni 1824), eine Tochter des gräflich Podstatzky-Liechtenstein’schen Wirtschaftsdirektors Ferdinand Meißner († 1863). Aus der Ehe gingen zwei Kinder hervor:
- Karl Ferdinand Daniel van der Straß (* 10. Oktober 1849 in Bielitz), Doktor der Rechte und k. k. Lieutenant in der Reserve
- Emilie Barbara Josepha van der Straß (* 7. Dezember 1852 in Bielitz).

Er studierte von 1835 bis 1840 Rechts- und Staatswissenschaften an der Universität Prag und wurde dort 1840 zum Dr. jur. promoviert.
Er arbeitete von 1846 bis Oktober 1848 als mährisch-schlesischer öffentlicher Agent in Bielitz und von Oktober 1848 bis 1855 als Landesadvokat, von 1849 bis 1855 auch als Wechselnotar ebenda. Ab 1855 war er Advokat, zunächst in Neutitschein und seit 1860 in Brünn. Zwischen 1873 und 1876 gehörte er auch dem österreichischen Staatsgerichtshofs in Wien an.

## Politik
Vom 20. Mai 1848 bis zum 30. Mai 1848 vertrat er den Wahlkreis Österreichisch-Schlesien (Teschen, Bielitz) in der Frankfurter Nationalversammlung. Im Parlament blieb er fraktionslos und stimmte mit der Linken. Nachfolger als Abgeordneter wurde Carl Kotschy. Zwischen 1848 und 1849 war er auch Abgeordneter im Österreichisch-Schlesischen Landtag.
Zwischen 1861 und 1880 war er Abgeordneter im Mährischen Landtag, davon von 1861 bis 1876 als Mitglied des Landesausschusses. Von 1861 bis 1873 war er auch Mitglied im Haus der Abgeordneten des Österreichischen Reichsrats.
In den Jahren 1876 bis 1880 amtierte er als Bürgermeister in Brünn.

## Werke
Er war Verfasser juristischer Artikel (u. a. „Beitrag zur Beantwortung der Frage: Kann ein Kind nach österreichischen Gesetzen mehr als Einen leiblichen Vater haben?“, in: Der Jurist, Band XV).